# Гута-Яновська
Гута-Яновська (пол. Huta Janowska) — село в Польщі, у гміні Паб'яниці Паб'яницького повіту Лодзинського воєводства.
У 1975-1998 роках село належало до Лодзинського воєводства.